# Tadzio Müller

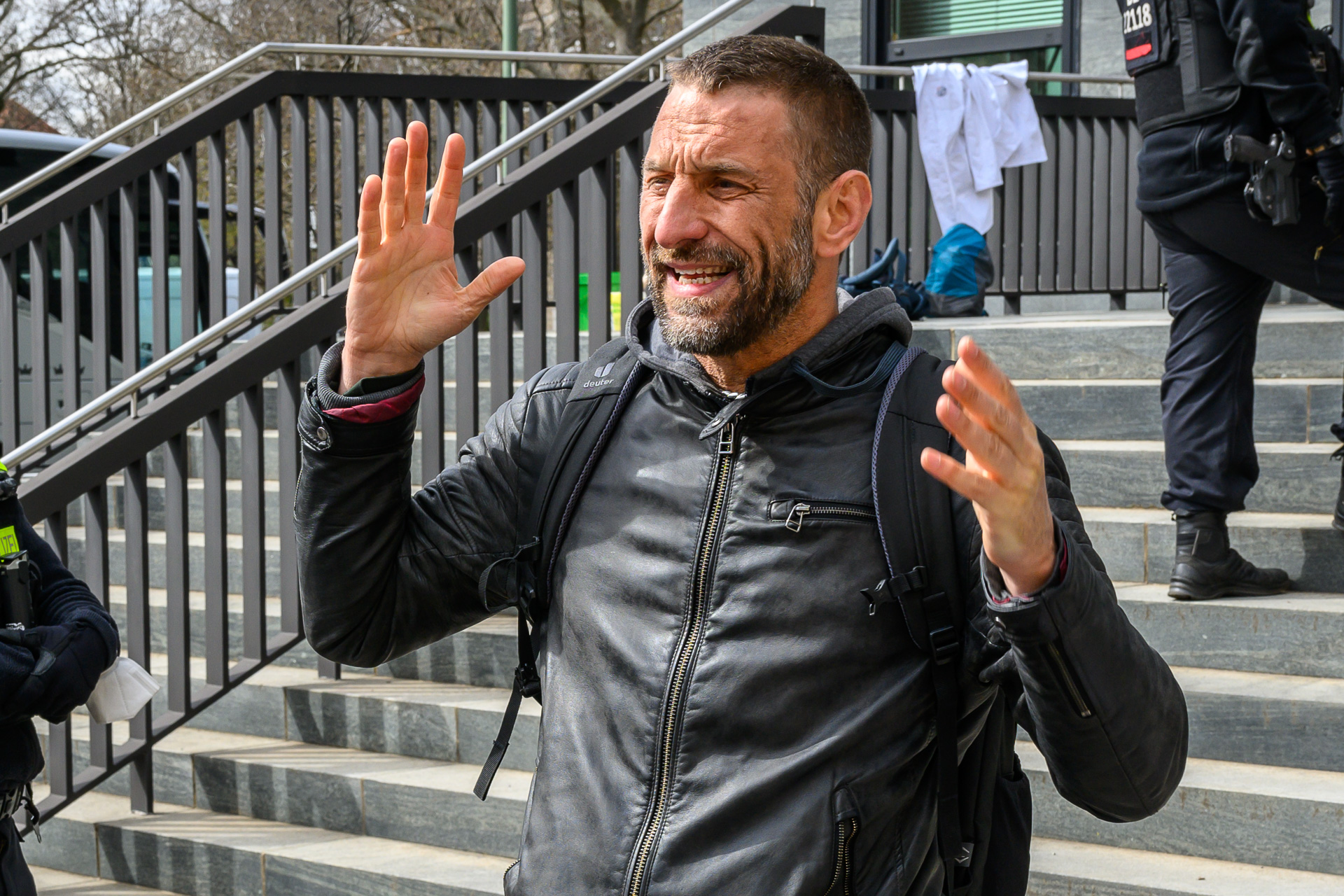
Tadzio Müller 2022

Tadzio Müller (* 1976 in Frankfurt am Main) ist ein deutscher Politologe und Aktivist für Klimagerechtigkeit und queere Anliegen. Müller ist einer der Mitgründer von Ende Gelände.

## Leben

### Ausbildung
Tadzio Müller nahm 1996 ein Studium der Geschichte und Politikwissenschaften an der Ruprecht-Karls-Universität Heidelberg auf, das er von 1998 bis 2000 mit einem politikwissenschaftlichen Studium an der University of Massachusetts Boston fortsetzte. Von 2001 bis 2002 studierte Müller Globale Politische Ökonomie an der University of Sussex. 2007 wurde er mit einer Arbeit über alternative Wertesysteme in der europäischen antikapitalistischen Bewegung in Internationalen Beziehungen in Sussex promoviert.

### Beruflicher Werdegang
2008 war Tadzio Müller über zwei Semester Dozent an der Universität Kassel. Er arbeitete als kollaborierender Wissenschaftler des UN-Forschungsinstituts für soziale Entwicklung (UNRISD) und war Ko-Herausgeber des Journals Turbulence. Bis 2021 war er als Referent für Klimagerechtigkeit und internationale Politik am Zentrum für Internationalen Dialog und Zusammenarbeit der Rosa-Luxemburg-Stiftung beschäftigt und war Autor der Klimakolumne der Tageszeitung nd. Seit Anfang 2022 betreibt Müller das Blog Friedliche Sabotage und arbeitet als freiberuflicher Autor. In Anlehnung an Klima vor acht veröffentlicht er seit November 2022 werktags ergänzend das Vlog #KlimaUm9.

### Aktivismus
Müller nahm unter anderem an den Gegenprotesten um die WTO-Ministerkonferenz in Seattle 1999, zum gemeinsamen IMF- und Weltbankgipfel in Prag 2000 und dem G8-Gipfel in Heiligendamm 2007 teil. Seit den 2000er Jahren ist er in der Umwelt- und Klimabewegung aktiv. Während seines Promotionsstudiums nahm er an Klimacamps in England teil und half im Anschluss mit, das Konzept in Deutschland zu etablieren. 2007 und 2008 war er einer der Organisatoren der beiden ersten deutschen Klimacamps in Hamburg und dessen Sprecher.
Müller war um 2010 maßgeblich an den Protesten gegen Atommülltransporte in Deutschland beteiligt und einer der Organisatoren der Aktion „Castor? Schottern!“. Er war Sprecher des Klimabündnisses Climate Justice Action bei Protesten gegen die UN-Klimakonferenz in Kopenhagen 2009 und wurde in diesem Rahmen festgenommen.
Im Jahr 2015 war er an der Begründung der ersten Protestaktionen von Ende Gelände beteiligt. Er sieht Ende Gelände und die Proteste rund um den Hambacher Forst als Vorreiter der Fridays-for-Future-Bewegung in Deutschland.
Am 26. November 2017 erschien in der taz ein Interview von Martin Kaul und Martin Reichert mit Tadzio Müller unter dem Titel HIV-Positiver über die Homo-Community „Nichts, wofür ich mich schäme“. Beim Ausbruch der Affenpocken 2022 warnte er davor, die Erkrankung könne wie bei früheren HIV- und AIDS-Ausbrüchen zuvor zur Stigmatisierung von Homosexuellen beitragen und eigentliche Übertragungsdynamiken verschleiern.
2023 beteiligte er sich an der Besetzung gegen den Abriss von Lützerath.

## Werk
Neben seinem wachstum- und globalisierungskritischen Klima- und Anti-Kohle-Aktivismus, bei dem er unter anderem die sogenannte Fünf-Finger-Taktik mitentwickelt haben will, setzt sich Müller seit 2019, teils unter dem Slogan Faggots for Future, für eine Solidarisierung der LGBT-Bewegung mit der Klimabewegung ein. 2009 prägte er mit Stephan Kaufmann den Begriff „Grüner Kapitalismus“. Seit 2022 tritt Müller besonders als deutschsprachiges Sprachrohr einer „Klimakollapsbewegung“ (international häufig: Climate Doomers) in Erscheinung. Es handelt sich dabei um eine Strömung der Klimabewegung, die sich vom Versprechen grünen Wachstums und sowohl der Aussicht auf eine erfolgreiche Energiewende als auch der sozial-ökologischen Transformation sowie einen breitenwirksamen Erfolg linker Utopien wie dem Ökosozialismus abwendet.
Laut Müller verhindere neben finanziellen Aspekten unter anderem die Möglichkeit zur Verdrängung bevorstehender Klimafolgen im Alltag notwendige systemische Veränderungen. Das Festhalten an der theoretischen Durchführbarkeit von Klimaschutzmaßnahmen („Hopium“) bei zeitgleich unterdrücktem, weitgehend unausgesprochen bleibendem Defätismus aufgrund weiter steigender CO2-Emissionen und andauernder Förderung fossiler Energien verstärke diesen Effekt und verhindere so die gesellschaftliche Akzeptanz der Klimabewegung. Die resultierende kognitive Dissonanz lösten demnach viele Teile der Bevölkerung durch eine Abkehr von humanistischen Werten („Arschlochisierung“) auf, die primär auf den Erhalt von Privilegien und Wohlstand ausgelegt sei und für protofaschistische Politik empfänglich mache.

## Rezeption
2023 nannte Florian Schroeder Tadzio Müller einen „führenden Klimaaktivisten“, Theresa Leisgang und Raphael Thelen ein „Urgestein der deutschen Klimabewegung“. Alexander Wendt beschrieb Müller abwertend als „Protest-Entertainer“ und „BDSMRAF-Antikapitalismusprediger aus Neukölln“. Stefan Goertz, Professor für Sicherheitspolitik an der Hochschule des Bundes, will bei Müller eine extremistische Grundhaltung erkennen.
Für besondere Aufmerksamkeit sorgte im Jahr 2021 ein Spiegel-Interview, in dem Müller die These vertrat, dass eine Verhinderung von Klimaschutz durch die Gesellschaft zur Schaffung einer „grünen RAF“ führen werde. Die These wurde daraufhin in zahlreichen Medien kontrovers diskutiert. Müller bezeichnete die Formulierung später als Fehler. Er habe ein mögliches „Szenario aufzeigen [wollen], in dem Protest militanter wird“, jedoch keine Gewalt gegen Personen gutheißen wollen.
Müllers Thesen zur Kollapsverdrängung stoßen wiederholt auf Widerspruch namhafter Klimaforscher wie Mojib Latif und Stefan Rahmstorf. Teils wird ihm dabei eine Nähe zu gängigen Diskursen der Klimawandelleugnung wie Apokalyptik und deren politisch wie ökonomisch motivierten Verzögerungstaktiken (Climate Delay) vorgeworfen. Auch Müllers Erwiderung, entsprechendes Prepping und gegenseitige Hilfe unterscheide „kollapsbewusstes“ Klimaengagement von dessen Leugnung und Resignation, weckt Widerspruch. Demnach beförderten „apokalyptische Visionen [...] Vorstellungen exklusiv-identitärer [Schein-]‚Solidarität‘“, so Kritiker.
In Friedrich von Borries’ Roman Fest der Folgenlosigkeit findet Tadzio Müller namentliche Erwähnung. Die Romanfigur Marcus Heller in Theresa Hannigs Climate-Fiction Parts per Million ist Tadzio Müller entlehnt.
Seit 2023 verklagt Friedrich Merz Tadzio Müller per Sammelantrag mehrfach wegen Beleidigungen.

## Privates
Müller ist verheiratet. 2021 ließ er Chemsex am Beispiel seiner Partnerschaft beim Y-Kollektiv porträtieren. 2023 führte Müller ein öffentliches Streitgespräch mit seinem Vater Werner Müller, einem ehemaligen Wirtschaftsanwalt bei Baker McKenzie.
Nach eigenen Angaben litt er um 2022 an einer Klimadepression. Bei seinem aktivistischen Engagement thematisiert Müller öffentlich seine Zwangsneurose und sein ADHS. Am Welt-AIDS-Tag 2016 gab er seine Erkrankung an HIV bekannt.

## Werke (Auswahl)

### Monographien
- Zwischen friedlicher Sabotage und Kollaps. Wie ich lernte, die Zukunft wieder zu lieben (= kritik & utopie). Mandelbaum Verlag, Wien 2024, ISBN 978-3-99136-512-9.
- Als Übersetzer: Meg-John Barker, Jules Scheele: Sexualität. Ein illustrierter Leitfaden. Unrast Verlag, Münster 2022, ISBN 978-3-89771-346-8.
- Mit Stephan Kaufmann: Grüner Kapitalismus. Krise, Klimawandel und kein Ende des Wachstums (= Einundzwanzig). Rosa-Luxemburg-Stiftung, Berlin 2009, ISBN 978-3-320-02211-2.

### Einzelbeiträge
- Klimakommunikation ohne Verdrängungsbullshit. Handlungsfähig in die Katastrophe. In: Thomas Köhler et al. (Hrsg.): Klima, Kollaps, Kommunikation. Perspektiven auf das Climate Endgame. HsH Applied Academics, Hannover 2025, ISBN 978-3-690-18001-6, S. 223–232.
- Mit Nicola Bullard: Beyond the ‘Green Economy’: System change, not climate change? In: Development. Band 55, Nr. 1, März 2012, ISSN 1011-6370, S. 54–62, doi:10.1057/dev.2011.100.
- The People’s Climate Summit in Cochabamba: A Tragedy in three Acts. In: Ephemera. Theory & Politics in Organization. Band 12, Nr. 1/2, Mai 2012, ISSN 1473-2866, S. 70–80 (org.uk [PDF; 2,9 MB]).
- Mit Ben Trott: Protest. In: Ulrich Brand (Hrsg.): ABC der Alternativen 2.0. VSA: Verlag, Berlin / Hamburg 2012, ISBN 978-3-89965-500-1, S. 226/227 (vsa-verlag.de [PDF; 1,6 MB]).
- Globaler Klimaschutz: Klappe, die siebzehnte. Von der ewigen Wiederkehr des Gleichen (Versagens). In: Standpunkte. Nr. 39. Rosa-Luxemburg-Stiftung, Berlin 2011 (vifapol.de [PDF; 445 kB]).
- Mit Nicolas Haeringer et al.: Altermondialisme saison 2. De Seattle à Cochabamba. In: Mouvements. Nr. 63. La Découverte, 2010, ISBN 978-2-7071-6513-8 (cairn.info).
- Mit Ben Trott: Wie institutionalisiert man einen Schwarm? In: Luxemburg. Nr. 2. VSA: Verlag, Hamburg 2009, ISBN 978-3-89965-851-4, S. 22/23., S. 22/23.
- Mit Alexis Passadakis: 20 Theses against Green Capitalism. Attac, 2009 (teias.org [PDF; 54 kB]).
- Empowering Anarchy. Power, Hegemony, and Anarchist Strategy. In: Anarchist Studies. Band 11, Nr. 2, Januar 2003, S. 122–149.
- Globalisation, Legitimacy, and Pacification. The Emergence of a Global Welfare Regime. In: New Political Science. Band 23, Nr. 2, Juni 2001, ISSN 0739-3148, S. 241–265, doi:10.1080/07393140120054065.